# Pasticcio

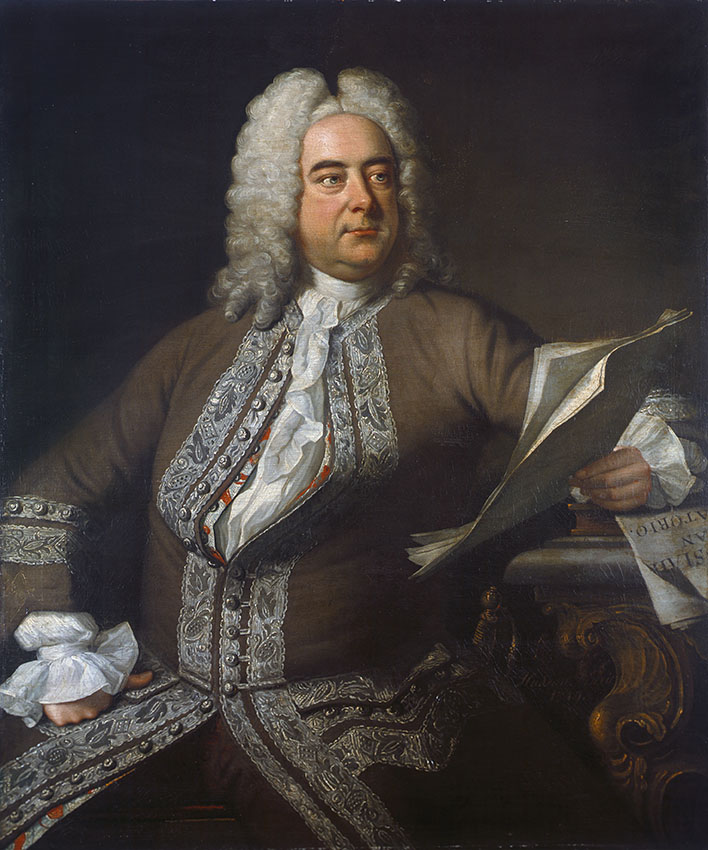
Georg Friedrich Haendel, compositeur allemand/britannique.

On appelle pasticcio une œuvre lyrique composite en usage dans la musique italienne de la période baroque.
La pratique consiste pour le compositeur à assembler, sur un livret unique, des airs provenant d'opéras différents dont il peut, ou non, être l'auteur (il peut aussi s'agir d'airs nouveaux, mais de compositeurs différents).
Les pasticcios étaient un moyen commode de composer une œuvre « nouvelle » de façon rapide, en utilisant de préférence des airs ayant connu un grand succès.
Le principe du pasticcio choque de nos jours ; ce n'était pas le cas à l'époque. D'une part, la notion même de protection des droits d'auteur n'existait pratiquement pas. Par ailleurs, les opéras étaient démodés sitôt représentés ; dans la péninsule italienne, ils n'étaient généralement pas imprimés ; comme l'enregistrement n'existait évidemment pas, ni la retransmission, un opéra de l'année passée était pour ainsi dire perdu. Le pasticcio permettait de redonner une seconde vie à cette musique. Cette pratique se répandit en France, où l'on publiait les opéras représentés à l'Académie royale de musique (l'Opéra de Paris). Elle permit ainsi de réentendre des extraits d'opéras, imprimés, qu'on appréciait particulièrement. Ou, si l'on était poète et amateur de musique, de faire chanter ses vers sans avoir à entretenir un musicien. Haendel, compositeur de la royauté anglaise, fut d'abord connu sous cette forme (cf. La Musique. Poème, dans Les Dons des Enfans de Latone, de Jean de Serré de Rieux, 1734). La BnF conserve un pasticcio manuscrit, constitué en grande partie par lui et rédigé en grande partie de sa main : Le Triomphe De L’amour Et de L’hymen, Idille, Parodiée. En Musique (janvier 1747).
Une pratique comparable, en France, consistait à fabriquer un opéra-ballet à l'aide d'actes de ballet composés indépendamment.
Quelques exemples :
- Rosmira fedele : pasticcio composé par Vivaldi avec des airs de sa composition et des compositeurs suivants : Antonio Mazzoni, Giuseppe Antonio Paganelli, Antonio Gaetano Pampani, Girolamo Micheli ;
- Muzio Scevola : 3 actes composés séparément et spécialement par Filippo Amadei, Giovanni Bononcini, Georg Friedrich Haendel (ce dernier avec des emprunts à Johann Mattheson) ;
- Messa per Rossini, messe composée de 13 morceaux composés par 13 compositeurs différents (1869) ;
- The Enchanted Island : pasticcio qui a été créé au Metropolitan Opera le 31 décembre 2011 avec des airs de Vivaldi, Haendel, Rameau, et autres, sur un livret anglais écrit par Jeremy Sams, inspiré de La Tempête et du Songe d'une nuit d'été de Shakespeare.
- Bastarda : oeuvre basée sur les opéras  Elisabetta al castello di Kenilworth, Anna Bolena, Maria Stuarda, et Roberto Devereux de Gaetano Donizetti, Conception artistique, script et mise en scène : Olivier Fredj, création à la Monnaie à Bruxelles en 2023[1]
- Rivoluzione e Nostalgia : oeuvre en deux parties, basée des extraits musicaux des seize premiers opéras de Giuseppe Verdi, conception par Krystian Lada et Carlo Goldstein, création à la Monnaie de Bruxelles en 2024[2].